# 664 v.Chr.
Het jaar 664 v.Chr. is een jaartal volgens de christelijke jaartelling.

## Gebeurtenissen

### Assyrië
- Koning Assurbanipal verovert Egypte tot aan Thebe in Opper-Egypte.

### Egypte
- Farao Taharqa wordt door de Assyriërs verbannen en overlijdt in Napata (Koesj).
- Koning Tantamani (664 - 653 v.Chr.) de zesde farao van de 25e dynastie van Egypte.
- Tantamani herovert de stad Thebe en verslaat farao Necho I van Saïs.
- Koning Psammetichus I (664 - 610 v.Chr.) de tweede farao van de 26e dynastie van Egypte.

### Griekenland
- Miltiades wordt benoemd tot archont van Athene.
- De inwoners van de Griekse kolonie Syracuse stichten de nieuwe kolonie Akrai.

## Overleden
- Necho I, farao van Saïs
- Taharqa, farao van Kush